# Scioneri

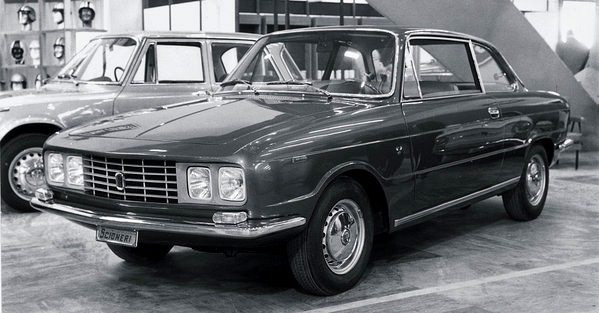
Fiat 125 Scioneri, Torino 1967

Scioneri fu una carrozzeria con sede in Piemonte a Savigliano, fondata nel 1943 da Antonio Scioneri. L'azienda ha cessato l'attività attorno alla metà degli anni Novanta.

## Storia
Nata come una semplice officina meccanica produttrice di elettrodomestici non iniziò una vera attività nel campo delle automobili fino al 1951. È del 1957 la presentazione ufficiale di un modello al Salone dell'automobile di Torino, derivato dalla Fiat 1100 e caratterizzato da una linea molto particolare a metà strada tra una berlina e una coupé.

La Fiat 1300 Coupé "Sportinia" del 1962 disegnata da Giovanni Michelotti e costruita da Scioneri.

Sarà questa tipologia di auto che caratterizzerà la produzione Scioneri anche per gli anni a venire con modelli derivati da Fiat di serie, in particolare da Fiat "1100/1200" (1958), "1300/1500" (1961), "600 D" (1963), "850" (1964), "124" e "125" (1966-1968). Rielaborazione personali avvennero anche per alcuni esemplari Lancia ("Appia") e Alfa Romeo ("Giulietta") nel 1959, e dalla "850" spider del 1964.
L'ultima trasformazione nella vita della Scioneri risale al 1969, quando abbandonò la produzione in proprio delle carrozzerie esterne limitandosi da quel momento a modificare internamente i modelli Fiat di normale produzione del tempo. La produzione di versioni maggiormente rifinite e più accessoriate di quelle Fiat di serie è proseguita per oltre un ventennio. Le ultime realizzazioni sono state allestite sulla base della Panda (chiamata "Valentina"), della 127 (chiamata "Queen"), della Cinquecento, della Uno e della Tipo.
Nonostante le piccole dimensioni, la Scioneri ha utilizzato anche grandi designer come Giovanni Michelotti che per la carrozzeria cuneese progettò diversi modelli su autotelaio Fiat, tra i quali da citare 600 Coupé e Spider, 850 Coupé e Spider, 1100-103/1200, 1500 bialbero, 1300-1500 berlina e coupé.